# Мирјана Дрљевић
Мирјана Дрљевић (Београд, 1971) српска је књижевница и креативна директорка.

## Биографија
Aпсолвирала је драматургију на Факултету драмских уметности.
Њену драму „Сан о светом Петру Цетињском” извело је Црногорско народно позориште и јавно је читана у Народном позоришту у Београду.
Драма „Сунцокрети” играна је у Народном позоришту „Стерија” у Вршцу.
Дрљевићева је писала позоришну критику и есеје о филму за часописе Монтенегро Мобил Арт и Гест.
Приповетком "Мој отац" освојила је прву награду на регионалном књижевном конкурсу часописа Улазница.
Њен први роман Нико није заборављен и ничега се не сећамо победио је на конкурсу издавачке куће Booka и ушао у најужи избор за НИН-ову награду за роман године.

## Дела
- Сан о Светом Петру Цетињском[5]
- Сунцокрети, 2014.[6]
- Нико није заборављен и ничега се не сећамо[7]